# Тогульська сільська рада
Тогу́льська сільська рада (рос. Тогульский сельский совет) — сільське поселення у складі Тогульського району Алтайського краю Росії.
Адміністративний центр — село Тогул.

## Історія
2008 року ліквідована Шуміхинська сільська рада (село Шуміха, селище Малинова Грива), територія увійшла до складу Тогульської сільради. Того ж року було ліквідовано селище Малинова Грива.

## Населення
Населення — 4362 особи (2019; 4694 в 2010, 5503 у 2002).

## Склад
До складу сільської ради входять:
| Населений пункт        | Населення, осіб (2002) | Населення, осіб (2010) |
| ---------------------- | ---------------------- | ---------------------- |
| Льнозавод, селище      | 174                    | 136                    |
| Малинова Грива, селище | 3                      | -                      |
| Тітово, село           | 183                    | 140                    |
| Тогул, село            | 4976                   | 4349                   |
| Шуміха, село           | 167                    | 69                     |